# あの日 あの時 愛の記憶
『あの日 あの時 愛の記憶』（あのひあのときあいのきおく、原題: Die verlorene Zeit、英: Remembrance）は、2011年のドイツの恋愛映画。第二次世界大戦中のアウシュヴィッツ収容所で出会い、恋に落ちた男女が命がけの脱走に成功しながらも生き別れになり、30数年後に再会を果たしたという実話をもとにしている。

## ストーリー
ニューヨークで生活しているユダヤ人女性ハンナは、かつてナチスの手を逃れてヨーロッパから、アメリカに渡ってきた過去を持つ。ある日、テレビの1970年代の映像の中にある男性の姿を見つける。それは1944年彼女がアウシュヴィッツの強制収容所から逃げ出すのを手助けし、彼女の生命を救ってくれたかつての恋人トマシュだった。
彼女は戦争の終結以来、彼と離れ離れになり、結局彼は死んだと聞かされていたのだ。トマシュに対する彼女の長く抑えられていた感情は、彼女にトマシュを探す旅へと駆り立てるのだった。

## キャスト
- ハンナ・ジルベルシュタイン - アリス・ドワイヤー（英語版）（1976年：ダグマー・マンツェル（英語版））： ユダヤ系ドイツ人女性。
- トマシュ・リマノフスキ - マテウス・ダミエッキ（英語版）（1976年：レヒ・マツキェヴィッチュ（英語版））： ポーランド人男性。政治犯として収監。
- ステファニア・リマノフスカ - ズザンネ・ロータ： トマシュの母親。
- ダニエル・レヴィーン - デヴィッド・ラッシュ： ハンナの夫。成功した研究者。
- ハンス・フォン・アイデム - フロリアン・ルーカス： ドイツ軍士官。ステファニアの顔なじみ。
- レベッカ・レヴィーン - シャンテル・ヴァンサンテン： ハンナとダニエルの娘。

## 製作覚書
この映画は、ドイツでは2011年11月24日映画館でそのプレミアが開催された。 
アメリカ合衆国では、「Remembrance」（回想）'というタイトルで公開された。

## 受賞歴
- 最優秀監督賞 – アンナ・ジャスティス、タミル・ナードゥ（インド）国際映画祭2012
- 最優秀撮影賞 – ゼバスティアン・エドシュミット、ワルシャワ・ユダヤ映画祭2012
- 観客賞（最優秀ドラマ）、 ロサンゼルス・ユダヤ映画祭2012
- 観客賞（最優秀映画）、 ザグレブ・ユダヤ国際映画祭2012
- 観客賞（最優秀劇映画）、ロンドン・ユダヤ映画祭2011
- 観客賞（最優秀劇映画）、香港・ユダヤ映画祭2011
- 観客賞（最優秀劇映画）、サンフランシスコ、ベルリン& それを超えて映画祭2011
- 観客賞、メッケルンベルク-フォアポンメルン映画祭2011